# Phaeocalicium curtisii
Phaeocalicium curtisii är en lavart som först beskrevs av Edward Tuckerman, och fick sitt nu gällande namn av Tibell. Phaeocalicium curtisii ingår i släktet Phaeocalicium och familjen Mycocaliciaceae.   Inga underarter finns listade i Catalogue of Life.